# Дуго путовање у бијело
„Дуго путовање у бијело” је југословенски и хрватски ТВ филм из 1976. године. Режирао га је Бранко Иванда а сценарио је написала Мирјана Буљан.

## Улоге
| Глумац           | Улога |
| ---------------- | ----- |
| Џевад Алибеговић |       |
| Бисерка Ипша     |       |
| Љубо Капор       |       |
| Марија Кон       |       |
| Сања Вејновић    |       |
| Златко Витез     |       |